# Dietrich Boxdorfer
Dietrich Boxdorfer (* 31. März 1943 in Lauf an der Pegnitz; † März 2020) war ein deutscher Jurist und Hochschullehrer.

## Leben
Dietrich Boxdorfer studierte Rechtswissenschaft. An der Friedrich-Alexander-Universität Erlangen-Nürnberg wurde er im Corps Rhenania Erlangen aktiv und 1963 recipiert. 1970 bis 1980 war er als Richter und Staatsanwalt tätig. Mit einer Dissertation zum Thema Der Begriff der Verwahrlosung wurde er 1974 an der Westfälischen Wilhelms-Universität zum Dr. jur. promoviert. 1980 wurde er zum Professor an der Technischen Hochschule Nürnberg Georg Simon Ohm berufen. Er leitete in Nürnberg das Institut für interdisziplinäre Rechtsanalyse. Seine Schwerpunkte waren Strafrecht, Strafprozessrecht, insbesondere Jugendstrafrecht sowie die Praxis der Strafverteidigung und Revisionen. Er war Gastprofessor an der Universität Halle und im Cabinet des Generalanwaltes (EuGH) Carl Otto Lenz in Luxemburg tätig.
Neben einer Monographie im Jahre 1982 verfasste er mehrere Beiträge in wissenschaftlichen Sammelwerken und schrieb mehrere Aufsätze in wissenschaftlichen Zeitschriften.
Nach seiner Emeritierung arbeitete er in der Kanzlei Rister, Wulf & Partner in Nürnberg als Rechtsanwalt mit den Schwerpunkten Wettbewerbsrecht sowie Strafrecht, insbesondere Revisionen.